# Schlachtgeschwader 151
Das Schlachtgeschwader 151 war ein Verband der Luftwaffe der Wehrmacht im Zweiten Weltkrieg. Als Schlachtgeschwader verfügte es über einmotorige Flugzeuge vom Typ Focke-Wulf Fw 190 und Junkers Ju 87. Das Geschwader wurde während seiner gesamten Bestehenszeit als Ausbildungsgeschwader eingesetzt. Mit diversen Einsatzstaffeln wurden auch Kampfeinsätze geflogen.

## Geschichte
Das Schlachtgeschwader 151 entstand am 18. Oktober 1943 aus dem Sturzkampfgeschwader 151. Der Geschwaderstab des Sturzkampfgeschwaders 151 erhielt in Zagreb (Lage), die Hauptstadt des mit dem Deutschen Reich verbündeten Kroatiens, die neue Bezeichnung Geschwaderstab/Schlachtgeschwader 151. Die I. und die III. Gruppe bildeten sich in Pancevo (Lage), aus den entsprechenden Gruppen des Sturzkampfgeschwaders 151. Die II. Gruppe in Zagreb war die umbenannte IV. Gruppe des Sturzkampfgeschwaders 151, während die IV. Gruppe des Geschwaders erst am 17. August 1944 in Prosnitz (Lage), im besetzten Tschechien, aus der I. Gruppe des Schlachtgeschwaders 152 gebildet wurde.
Das Geschwader wurde während seiner gesamten Bestehenszeit als Ausbildungsgeschwader eingesetzt. Die einzelnen Gruppen bildeten dennoch Einsatzstaffeln aus erfahrenem Personal und griffen mit diesem in die Kämpfe ein. So war im März die 13. und 14. Staffel der 4. Flieger-Division dem II. Fliegerkorps der Luftflotte 6 unterstellt und nahmen an der Schlacht um die Seelower Höhen teil.
Am 25. April 1945, noch vor der bedingungslosen Kapitulation der Wehrmacht, wurde der Geschwaderstab aufgelöst.

## Kommandeure

### Geschwaderkommodore
| Dienstgrad | Name         | Zeit                                  |
| ---------- | ------------ | ------------------------------------- |
| Oberst     | Karl Christ  | 18. Oktober 1943 bis 6. Dezember 1944 |
| Oberst     | Helmut Bruck | 7. Dezember 1944 bis 31. März 1945    |
| Major      | Karl Henze   | 1. April 1945 bis 25. April 1945      |

### Gruppenkommandeure
I. Gruppe
- Hauptmann Karl Schrepfer, 18. Oktober 1943 bis 19. Mai 1944[8]
- Hauptmann Erich Bunge, 13. Juli 1944 bis 23. Oktober 1944[9]
- Hauptmann Hubert Pölz, 24. Oktober 1944 bis 25. April 1945[10]

II. Gruppe
- Hauptmann Heinrich Heins, 18. Oktober 1943 bis 3. September 1944[11]
- Hauptmann Hans Steinwachs, 4. September 1944 bis 14. Februar 1945 †[12]
- Major Ottmar Willmann, 15. Februar 1945 bis Februar 1945[13]
- Major Franz Kieslich, Februar 1945 bis 25. April 1945[14]

III. Gruppe
- Hauptmann Erich Hanschke, 18. Oktober 1943 bis März 1944[15]
- Hauptmann Egon Stoll-Berberich, März 1944 bis 25. April 1945[16]

IV. Gruppe
- Hauptmann Karl Kennel, 17. August 1944 bis 10. Oktober 1944[17]
- Hauptmann Rudolf Smola, 15. Oktober 1944 bis 23. Februar 1945[18]
- Hauptmann Paul Dose, 24. Februar 1945 bis 15. April 1945[19]

## Auszeichnungen
Bekannte Träger des Ritterkreuz des Eisernen Kreuzes oder höherer Stufen des Schlachtgeschwaders 151.
| Name         | Dienstgrad | Einheit  | Ritterkreuz | Eichenlaub    |
| ------------ | ---------- | -------- | ----------- | ------------- |
| Pölz, Hubert | Hauptmann  | I/SG 151 |             | 25. Nov. 1944 |